# Bastrop, Texas
Bastrop är en stad i den amerikanska delstaten Texas med en yta av 18,9 km² och en folkmängd som uppgår till 5 340 invånare (2000). Bastrop är administrativ huvudort i Bastrop County.